# Шкроботівська сільська рада
Шкроботі́вська сільська́ ра́да — адміністративно-територіальна одиниця та орган місцевого самоврядування в Шумському районі Тернопільської області. Адміністративний центр — село Шкроботівка.

## Загальні відомості
- Територія ради: 10,785 км²
- Населення ради: 572 особи (станом на 2001 рік)

## Населені пункти
Сільській раді підпорядковані населені пункти:
- с. Шкроботівка

## Склад ради
Рада складається з 14 депутатів та голови.
- Голова ради: Лавренюк Анатолій Васильович
- Секретар ради: Ковбасовська Людмила Петрівна

### Керівний склад попередніх скликань
| Прізвище, ім'я, по батькові  | Основні відомості                                                             | Дата обрання | Дата звільнення |
| ---------------------------- | ----------------------------------------------------------------------------- | ------------ | --------------- |
| Лавренюк Анатолій Васильович | Сільський голова, 1945 року народження, освіта середня загальна, безпартійний | 26.03.2006   | 31.10.2010      |
| Лавренюк Анатолій Васильович | Сільський голова, 1945 року народження, освіта середня загальна, безпартійний | 31.10.2010   |                 |

Примітка: таблиця складена за даними сайту Верховної Ради України

### Депутати
За результатами місцевих виборів 2010 року депутатами ради стали:

#### За суб'єктами висування
| Суб'єкт висування          | Кількість обраних депутатів | %    |
| -------------------------- | --------------------------- | ---- |
| Громадянська партія «Пора» | 9                           | 64,3 |
| Самовисування              | 5                           | 35,7 |

#### За округами
| № округу                   | Прізвище, ім'я, по батькові      | Дата визнання обраним | Освіта             | Партійна приналежність             | Відомості про обраного депутата                       |
| -------------------------- | -------------------------------- | --------------------- | ------------------ | ---------------------------------- | ----------------------------------------------------- |
| Громадянська партія «ПОРА» |                                  |                       |                    |                                    |                                                       |
| 1                          | Дорошевська Катерина Миколаївна  | 04.11.2010            | середня спеціальна | позапартійна                       | ШкроботівськийНВК, вихователь                         |
| 3                          | Ковбасовська Людмила Петрівна    | 04.11.2010            | середня спеціальна | позапартійна                       | Шкроботівська сільськарада, секретар                  |
| 4                          | Кукурудза Олександр Леонідович   | 04.11.2010            | вища               | позапартійний                      | Шкроботівський НВК, вчитель                           |
| 6                          | Яцюк Любов Михайлівна            | 04.11.2010            | середня            | позапартійна                       | пенсіонер                                             |
| 8                          | Дзьоба Софія Володимирівна       | 04.11.2010            | середня спеціальна | позапартійна                       | Шкроботівська сільська рада, бухгалтер                |
| 9                          | Руптакш Катерина Вікторівна      | 04.11.2010            | середня спеціальна | позапартійна                       | Шкроботівецькабібліотека, бібліотек-кар               |
| 10                         | Петрушевський Віталій Андрійович | 04.11.2010            | середня спеціальна | позапартійний                      | «Шумськ-АГРО», агроном                                |
| 11                         | Яцюк Любов Петрівна              | 04.11.2010            | вища               | позапартійна                       | ШкроботівськийНВК, вчитель                            |
| 13                         | Пилипчик Андрій Васильович       | 04.11.2010            | середня            | позапартійний                      | В.Дедеркальська РКЛ, водій                            |
| Самовисування              |                                  |                       |                    |                                    |                                                       |
| 2                          | Грицюк Андрій Миколайович        | 04.11.2010            | середня спеціальна | позапартійний                      | Сушівецький фельдшерсько-акушерський пункт, завідувач |
| 5                          | Дзьоба Олександр Володимирович   | 04.11.2010            | середня            | позапартійний                      | «Шумськ-АГРО», будівельник                            |
| 7                          | Шмигельська Олена Петрівна       | 04.11.2010            | вища               | позапартійна                       | Шкроботівський клуб, завідую-ча                       |
| 12                         | Ковальчук Петро Євгенович        | 04.11.2010            | середня            | член Соціалістичної партії України | тимчасово не працює                                   |
| 14                         | Басараб Тетяна Володимирівна     | 04.11.2010            | вища               | позапартійна                       | ШкроботівськийНВК, вчитель                            |